# ヨ・ミョンスク
ヨ・ミョンスク（余 明淑、朝鮮語: 여 명숙）は、大韓民国の哲学者である。認知科学および仮想現実哲学分野の専門家としてゲーム物管理委員会第2代委員長である。

## 来歴
梨花女子大学で哲学博士号を獲得した後、スタンフォード大学言語情報研究所(CSLI)で博士研究員を経た。 以降、ソウル大学融合技術院とKAIST（韓国科学技術院）電算学科などで人文技術融合分野の講義と研究活動をしていた。 また、2011年から浦項工科大学創意IT融合工学科で後学を養成した。 ゲームと関連して活発な学術・研究活動をし、オランダのユトレヒト大学と共同企画した「ゲームジャム・コリア大会」を成功的に完了するなど機能性ゲーム分野に対する専門知識を保有した。
2015年4月文化体育観光部所属ゲーム物管理委員会委員長、2016年4月未来創造科学部所属の文化創造融合本部長に任命され、活動した。 文化創造融合本部長に任命され、一カ月余りの時点に辞任し、2016年12月、国政監査の聴聞会に出席し、この辞職に「大統領朴槿恵の指示があった」と金鍾徳文化体育観光部長官から聞いたと証言して話題になった。 これに対して金鍾徳は、聴聞会で否認したが、2016年12月19日SBSを通じて関連音声ファイルが公開され、金鍾徳の偽りの証言が確認された。このような聴聞会の過程で文化創造融合本部が職制上では未来創造科学部所属「別途機構」だが、実質的運営は文化体育観光部が担当する奇形的な構造の問題点も明らかになっているが、ヨ・ミョンスクは「合法的かつ適切なシステムのように見せかけて構造的に国庫が漏れたのだ」と指摘した。

## 学歴
- 梨花女子大学哲学学士
- 梨花女子大学大学院哲学修士
- 梨花女子大学大学院哲学博士

## 経歴
- 2011年: 米国スタンフォード大学言語情報研究所博士研究員、浦項工科大学、創意IT融合工学科の待遇教授
- 2015年4月~: ゲーム物管理委員会委員長
- 2016年4月~2016年5月: 文化創造融合本部長